# Svilajnac (općina)
Svilajnac (općina) (srpski: Општина Свилајнац) je općina u Pomoravskom okrugu u Srbiji. Središte općine je grad Svilajnac.

## Stanovništvo
Prema popisu stanovništva iz 2002. godine općina je imala 25.511 stanovnika, koji žive na 326 km².

### Etnički sastav
- Srbi: 24.579 (96,35%)
- Vlasi: 235 (0,92%)
- Romi: 187 (0,73%)
- ostali: 510 (2%)

## Administrativna podjela
Općina Svilajnac podjeljena je na jedan grad i 22 naselja.
Središte općine grad Svilajnac ima 9.622 stanovnika.

### Naselja
| - Bobovo -2.265 (broj stanovnika 1991.) - Bresje -373 - Vojska -1345 - Vrlane -385 - Gložane -1427 - Grabovac -1.539 - Dublje -1.630 - Dubnica -831 | - Đurinac -421 - Kupinovac -541 - Kušiljevo -3247 - Lukovica -938 - Mačevac -355 - Proštinac -463 - Radošin -805 | - Roanda -1.001 - Roćevac -601 - Sedlare -1.076 - Subotica -1.256 - Troponje -1.371 - Crkvenac -1.644 |